# Rohrdamm (métro de Berlin)
Rohrdamm est une station souterraine de la ligne 7 du métro de Berlin (U7). Elle est située à l'ouest du centre-ville de Berlin, sous la voie Nonnendammallee dans le quartier Siemensstad et l'arrondissement de Spandau.
Mise en service en 1980, elle est exploitée par Berliner Verkehrsbetriebe (BVG). Elle est accessible par des escalators et des escaliers.

## Situation
Sur le réseau du Métro de Berlin la station souterraine de Rohrdamm est établie sur la ligne 7 entre les stations Paulsternstraße (à 1 015 m) et Siemensdamm (à 696 m).
Géographiquement la station Rohrdamm est située sous la Nonnendammallee au carrefour avec la Rohrdamm dans le quartier Siemensstad et l'arrondissement de Spandau,.

## Service des voyageurs

### Accueil
La station  Rohrdamm est une station souterraine accessible par quatre accès, équipés uniquement d'escaliers. Elle est située dans la zone tarifaire B.

### Desserte
La station est desservie par les rames de la ligne 7 du métro de Berlin. Les horaires et les fréquences de passage sont à consulter sur le site de l'exploitant (voir lien externe en bas de page).

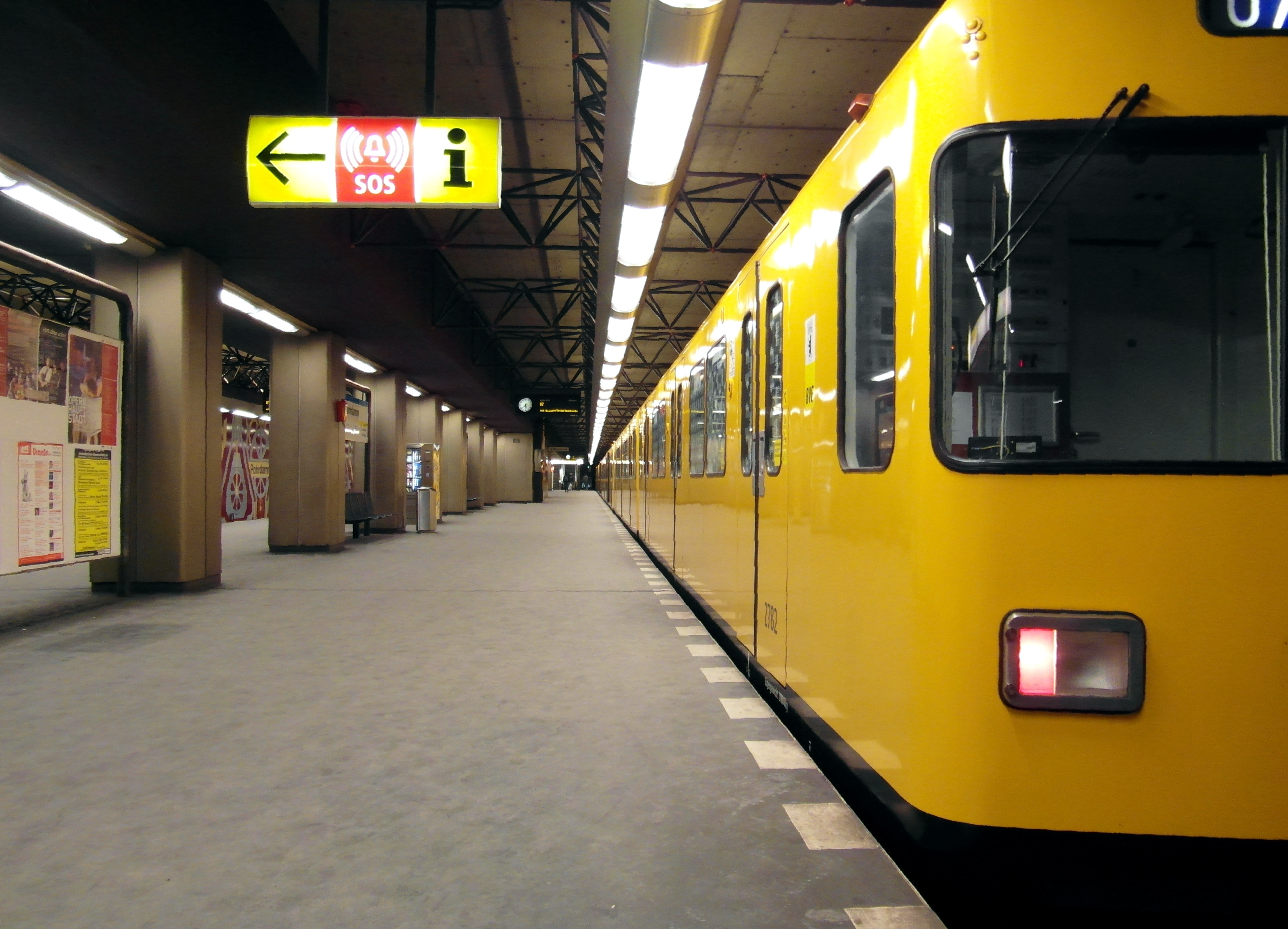
Rame du métro à l'arrêt dans la station.

### Intermodalité
À proximité des arrêts de bus (lignes : 123, 139, N23 et N39).